# 울주 청송사지 부도
울주 청송사지 부도(蔚州 靑松寺址 浮屠)는 울산광역시 울주군 청량읍, 청송사지에 있는 승탑이다. 1997년 10월 9일 울산광역시의 유형문화재 제3호로 지정되었다.

## 개요
이 부도는 청송사의 터에서 발견된 것이다. 보물 제382호 《울주 청송사지 삼층석탑》과 약 100m정도 떨어진 곳에 위치하고 있다. 주변에 부도 파변이 산재하고 있어, 이 일대가 일명 ‘부도골’로 불리기도 하였다. 모두 3기이며, 조선시대의 돌종 모양[石鐘形]부도이다. 부도는 이름난 스님들의 유골을 모시기 위해 세운 돌탑을 말한다.
오른편 부도는 높이 3m로 지대석, 기단석, 연꽃 좌대, 탑신(塔身)이 차례로 짜여져 있다. 기단석은 남북 면에는 인왕상을, 동서 면에는 연꽃무늬를 돋을새김 하였다. 탑신의 밑 부분에는 산스크리트 글자가, 윗부분에는 연꽃 봉우리가 새겨져 있다. 가운데 부도는 높이 2.2m로 기단석 4면에 연꽃무늬를 돋을새김 하였다. 탑신에는 ‘서응당 진흡대사(瑞應堂 愼洽大師)’라는 글자가, 아래에는 구름무늬가 새겨져 있다.
왼편에 위치한 높이 1.2m의 부도는 기단 없이 탑신만 놓여져 있다.

## 같이 보기
- 울주 청송사지
- 울주 운흥사지 - 울산광역시 기념물 제43호

## 참고 자료
- 울주 청송사지 부도 - 국가유산청 국가유산포털